# Premyer Liqası 2024/25
Die Premyer Liqası 2024/25, nach einem Sponsorenabkommen offiziell Unibank Premyer Liqası genannt, war die 33. Spielzeit der höchsten aserbaidschanischen Spielklasse im Fußball der Männer seit deren Gründung im Jahr 1992. Sie begann am 2. August 2024 und endete am 25. Mai 2025.
Am 27. April 2025 sicherte sich Qarabağ in der 32. Runde der Premyer Liqası nach einem 1:1-Unentschieden gegen Sabah vorzeitig die Meisterschaft und wurde damit zum 12. Mal in der Vereinsgeschichte und zum 4. Mal in Folge Meister.

## Modus
Die zehn Mannschaften spielten an insgesamt 36 Spieltagen jeweils viermal gegeneinander; zweimal zu Hause, zweimal auswärts. Der Meister nahm an der Champions-League-Qualifikation teil, der Zweite, Dritte und der Pokalsieger an der Conference League. Der Tabellenletzte stieg direkt ab.

## Vereine
| Mannschaft        | Stadt    | Stadion                  | Kapazität | Vorjahr    |
| ----------------- | -------- | ------------------------ | --------- | ---------- |
| Qarabağ Ağdam     | Baku     | Azərsun-Arena            | 05.800    | 1.         |
| Zirə FK           | Baku     | Zirə Olimpia Komplex     | 01.300    | 2.         |
| Sabah FK          | Baku     | Bank Respublika Arena    | 13.000    | 3.         |
| Sumqayıt PFK      | Sumqayıt | Mehdi-Hüseynzadə-Stadion | 16.000    | 4.         |
| Neftçi Baku       | Baku     | Tofiq-Bəhramov-Stadion   | 29.858    | 5.         |
| PFK Turan Tovuz   | Tovuz    | Tovuz City Stadion       | 10.000    | 6.         |
| Səbail FK         | Baku     | Bayil Arena              | 05.000    | 7.         |
| Araz-Naxçıvan PFK | Naxçıvan | Naxçıvan şəhər stadionu  | 12.800    | 8.         |
| PFK Kəpəz         | Gəncə    | Gəncə-Stadtstadion       | 26.120    | 9.         |
| Şamaxı FK         | Şamaxı   | Qəbələ şəhər stadionu    | 05.000    | Aufsteiger |

## Abschlusstabelle
| Pl. | Verein                  | Sp. | S  | U  | N  | Tore    | Diff. | Punkte |
| --- | ----------------------- | --- | -- | -- | -- | ------- | ----- | ------ |
| 1.  | FK Qarabağ Ağdam (M, P) | 36  | 28 | 5  | 3  | 086:190 | +67   | 89     |
| 2.  | Zirə FK                 | 36  | 23 | 5  | 8  | 059:270 | +32   | 74     |
| 3.  | Araz-Naxçıvan PFK       | 36  | 15 | 13 | 8  | 034:290 | +5    | 58     |
| 4.  | PFK Turan Tovuz         | 36  | 14 | 13 | 9  | 045:390 | +6    | 55     |
| 5.  | Sabah FK                | 36  | 10 | 18 | 8  | 050:460 | +4    | 48     |
| 6.  | Neftçi PFK              | 36  | 10 | 13 | 13 | 039:490 | −10   | 43     |
| 7.  | Şamaxı FK               | 36  | 9  | 9  | 18 | 032:460 | −14   | 36     |
| 8.  | PFK Sumqayıt            | 36  | 9  | 6  | 21 | 031:530 | −22   | 33     |
| 9.  | PFK Kəpəz               | 36  | 8  | 8  | 20 | 028:650 | −37   | 32     |
| 10. | Səbail FK (N)           | 36  | 4  | 10 | 22 | 028:590 | −31   | 22     |

Platzierungskriterien: 1. Punkte – 2. Direkter Vergleich (Punkte, Tordifferenz, geschossene Tore) – 3. Tordifferenz – 4. geschossene Tore

| (M) | amtierender aserbaidschanischer Meister     |
| (P) | amtierender aserbaidschanischer Pokalsieger |
| (N) | Neuaufsteiger aus der Birinci Divizionu     |

## Kreuztabelle
| Spieltag 1–18     | Araz-Naxçıvan PFK | PFK Kəpəz | Neftçi Baku PFK | FK Qarabağ Ağdam | Sabah FK | Səbail FK | Şamaxı FK | Sumqayıt PFK | PFK Turan Tovuz | Zirə FK |
| ----------------- | ----------------- | --------- | --------------- | ---------------- | -------- | --------- | --------- | ------------ | --------------- | ------- |
| Araz-Naxçıvan PFK |                   | 1:0       | 1:1             | 1:4              | 0:1      | 3:2       | 1:0       | 1:0          | 1:0             | 1:1     |
| PFK Kəpəz         | 0:2               |           | 4:3             | 0:5              | 2:3      | 1:0       | 0:2       | 0:0          | 0:3             | 0:4     |
| Neftçi Baku PFK   | 0:1               | 2:1       |                 | 0:3              | 0:2      | 3:1       | 2:2       | 1:1          | 0:0             | 2:1     |
| FK Qarabağ Ağdam  | 2:0               | 3:0       | 4:0             |                  | 3:2      | 2:1       | 3:0       | 5:0          | 0:1             | 4:0     |
| Sabah FK          | 1:1               | 2:2       | 0:0             | 1:1              |          | 1:0       | 2:2       | 3:1          | 2:2             | 0:2     |
| Səbail FK         | 0:2               | 4:0       | 1:1             | 0:3              | 2:4      |           | 2:0       | 0:1          | 1:1             | 0:1     |
| Şamaxı FK         | 0:1               | 0:1       | 0:0             | 0:1              | 3:1      | 0:0       |           | 1:0          | 2:2             | 0:2     |
| Sumqayıt PFK      | 0:1               | 2:0       | 2:0             | 0:1              | 1:0      | 2:1       | 2:1       |              | 2:4             | 0:2     |
| PFK Turan Tovuz   | 1:2               | 2:1       | 1:1             | 0:0              | 1:1      | 1:0       | 3:2       | 1:0          |                 | 1:0     |
| Zirə FK           | 0:1               | 3:2       | 2:0             | 1:3              | 1:1      | 4:1       | 0:1       | 4:1          | 0:0             |         |

| Spieltag 19–36    | Araz-Naxçıvan PFK | PFK Kəpəz | Neftçi Baku PFK | FK Qarabağ Ağdam | Sabah FK | Səbail FK | Şamaxı FK | Sumqayıt PFK | PFK Turan Tovuz | Zirə FK |
| ----------------- | ----------------- | --------- | --------------- | ---------------- | -------- | --------- | --------- | ------------ | --------------- | ------- |
| Araz-Naxçıvan PFK |                   | 0:0       | 2:1             | 1:3              | 1:1      | 0:0       | 1:1       | 2:0          | 1:1             | 0:1     |
| PFK Kəpəz         | 0:0               |           | 1:0             | 0:0              | 3:2      | 1:1       | 1:1       | 1:0          | 5:2             | 0:1     |
| Neftçi Baku PFK   | 1:1               | 2:2       |                 | 0:1              | 1:1      | 3:0       | 1:0       | 1:0          | 1:1             | 2:4     |
| FK Qarabağ Ağdam  | 2:0               | 3:0       | 3:0             |                  | 1:1      | 5:0       | 3:2       | 2:0          | 1:2             | 1:0     |
| Sabah FK          | 2:2               | 0:1       | 1:0             | 1:1              |          | 3:2       | 3:1       | 0:0          | 2:1             | 1:1     |
| Səbail FK         | 1:1               | 1:0       | 1:2             | 1:4              | 0:0      |           | 0:2       | 1:4          | 0:0             | 0:1     |
| Şamaxı FK         | 0:1               | 2:1       | 0:2             | 0:1              | 1:0      | 1:1       |           | 1:0          | 0:1             | 1:2     |
| Sumqayıt PFK      | 0:0               | 3:0       | 2:2             | 0:2              | 3:3      | 0:2       | 1:2       |              | 0:1             | 0:3     |
| PFK Turan Tovuz   | 1:0               | 4:0       | 1:2             | 1:4              | 2:1      | 1:1       | 1:1       | 1:2          |                 | 0:2     |
| Zirə FK           | 1:0               | 2:0       | 1:2             | 3:2              | 1:1      | 1:0       | 3:0       | 3:1          | 1:0             |         |

## Statistik
In der Saison 2024/25 wurden die Spiele der Premier League insgesamt von 275.933 Zuschauern besucht. Bei 180 ausgetragenen Spielen lag der durchschnittliche Zuschauerandrang bei 1.533 pro Spiel. Zuschauerstärkste Mannschaft war Turan Tovuz: Insgesamt verfolgten 78.500 Fans ihre Spiele, was einem Schnitt von 4.361 Zuschauern pro Partie entspricht.

## Rekorde
Das Derby der 23. Runde zwischen Neftçi und Qarabağ, das am 16. Februar 2025 in der Neftçi Arena stattfand, war mit 9.355 Zuschauern das meistbesuchte Spiel der Misli Premyer Liqası in der Saison 2024/25.

## Torschützenliste
| Pl. | Spieler              | Mannschaft    | Tore |
| --- | -------------------- | ------------- | ---- |
| 01. | Leandro Andrade      | Qarabağ       | 15   |
| 02. | Salifou Soumah       | Zirə          | 12   |
| 03. | Jesse Sekidika       | Sabah         | 11   |
| 03. | Davit Volkovi        | Zirə          | 11   |
| 04. | Felipe Santos        | Araz-Naxçıvan | 10   |
| 05. | Joy-Lance Mickels    | Sabah         | 9    |
| 05. | Nariman Akhundzade   | Qarabağ       | 9    |
| 05. | Raphael Utzig        | Zirə          | 9    |
| 05. | Pavol Šafranko       | Sabah         | 9    |
| 06. | Philip Ozobich       | Neftçi        | 8    |
| 06. | Oleksij Kaschtschuk  | Qarabağ       | 8    |
| 06. | Brahim Konaté        | Şamaxı        | 8    |
| 07. | Yassine Benzia       | Qarabağ       | 7    |
| 07. | Giorgi Papunaschwili | Zirə          | 7    |
| 07. | Alex Souza           | Turan Tovuz   | 7    |